# Астраханская областная научная библиотека
Астраханская областная научная библиотека им. Н. К. Крупской — крупнейшая научная библиотека в Астраханской области, названная в честь общественного и культурного деятеля, российской революционерки, доктора педагогических наук — Надежды Константиновны Крупской.

## История библиотеки
Циркуляр, от 5 июля 1830 года «Об учреждении в губернских городах публичных библиотек для чтения» — написанный Министром Внутренних дел А. А. Закраевским, был отправлен в Астрахань, губернатору А. С. Осипову, который так и не попал ему в руки в связи со скоропостижной смертью из-за эпидемии холеры, которая разразилась в то время на юге России. Пост губернатора занял вице-губернатор А. П. Гевлич, впоследствии его сменил В. Г. Пяткин, но ни один из них с 1832 по 1834 года так и не смог привести в исполнение циркуляр.
В 1838 году при поддержке губернатора И. С. Тимирязева, а также купцов и состоятельных горожан, была создана одна из первых публичных библиотек на территории Нижнего Поволжья. Книжный фонд на момент создания насчитывал около шести тысяч экземпляров, количество читателей-подписчиков составляло 46 человек. За первый год библиотеку посетили 1880 человек.
В 1868 году библиотеку посетил Великий князь Алексей Александрович, после чего она получила официальное наименование: «Астраханская общественная библиотека, состоящая под Августейшим покровительством Великого князя Алексея Александровича»
До 1871 года Астраханская общественная библиотека находилась в ведении губернаторов и Библиотечных Комитетов.
Здание библиотеки находилось на Плац-Парадной площади, до конца 1893 года, в последующем была переведена на улицу Екатерининскую (Московская), а в 1911 году библиотека переехала в помещение Дома городских учреждений, построенное на той же улице. В 1928 году библиотеку перевели в здание Русского банка для внешней торговли, в котором оно находится и сегодня. Здание, построенное в восточном стиле, спроектировал петербургский архитектор Петр Иванович Балинский.
В 1934 году библиотеке было присвоено имя Н. К. Крупской. В момент становления Астраханской области (1943) библиотека была преобразована в областную, а в 1965 году получила статус научной.

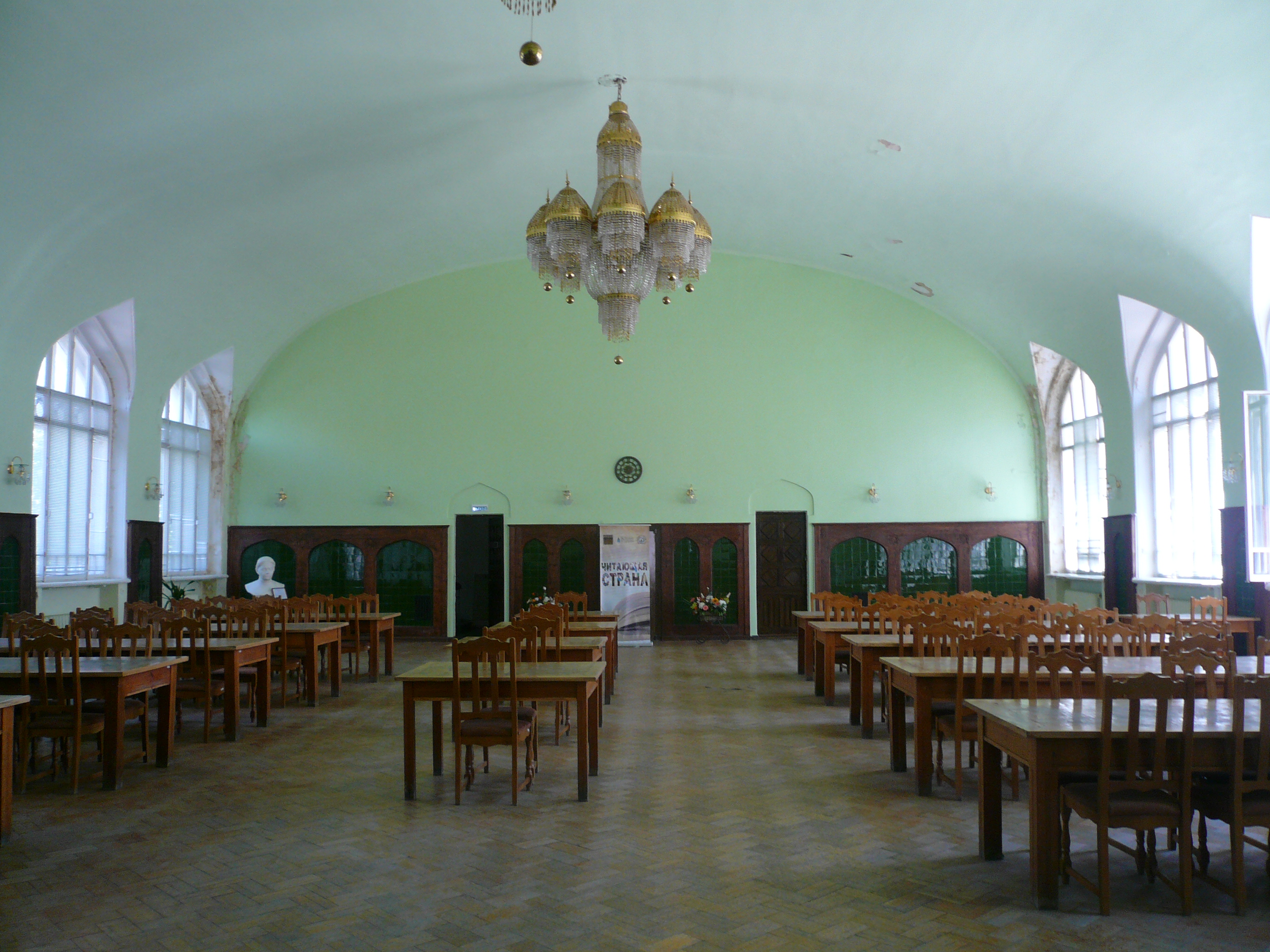
Читальный зал библиотеки
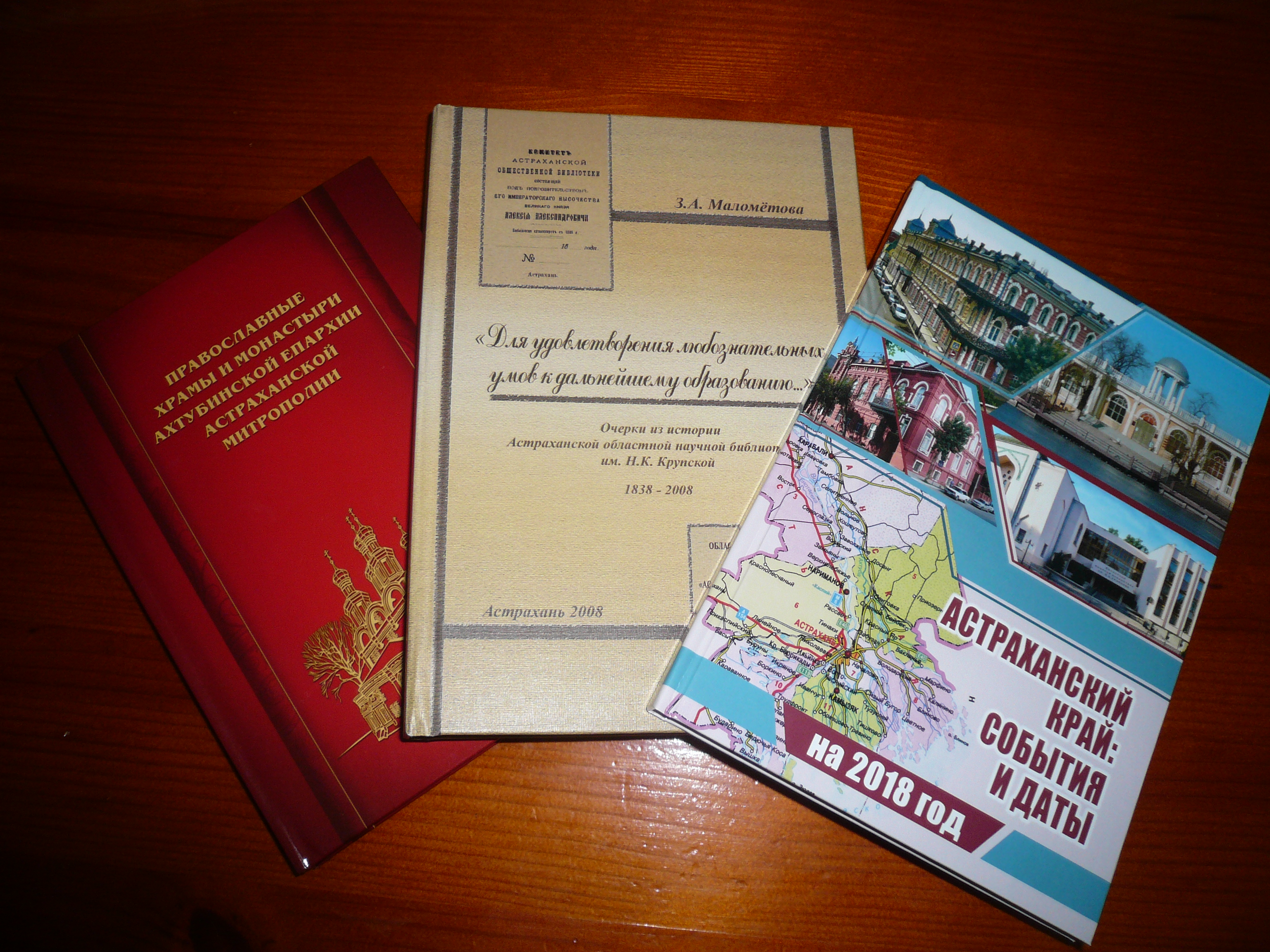
Издания библиотеки